# 駱振偉
駱振偉（英語：Thor Lok Chun Wai，1984年10月19日—），香港男主持、演員和歌手，現時為MakerVille藝人，也曾經是ViuTV重點推介的八大藝人之一，在MakerVille的男藝人中排名第二位。他主持過許多不同種類的電視節目，如遊戲節目《撳錢》、清談節目《晚吹》系列、音樂節目《Chill Club》及真人騷《異鄉再出道》等。2017年起在《詭探》等多部劇集演出主要角色。電視以外，亦不時擔任各種商業活動主持，參與電影及舞台劇演出等。

## 簡介

### 背景
駱振偉曾經就讀嘉諾撒小學（1996年下午校）、保良局第一張永慶中學以及保良局莊啟程預科書院，之後畢業於香港理工大學。他於2004年參加「Teen Power Freshmen 選拔賽」奪冠後加入香港電台旗下年青人網上平台Teen Power，至2006年離職，轉行成為國泰航空機艙服務員。2007年，他參加英皇新秀歌唱大賽並獲得金咪大獎，曾簽約英皇娛樂成為歌手，但未有出版個人歌曲，於是在2008年11月重返香港電台。2010年11月成為大國文化集團藝人和加盟now寬頻電視（now 香港台及now 101台），2016年再轉投ViuTV，曾先後主持多個重點節目，包括遊戲節目《撳錢》、清談節目《晚吹》系列、音樂節目《Chill Club》及真人騷《異鄉再出道》等。
2020年7月，出道13年的駱振偉正式推出首支派台歌曲《成熟·不了》。

### 個人生活
2019年10月，駱振偉與拍拖5年的丹麥女友卡特琳·法里斯·奥尔森在丹麥舉行婚禮，正式成為夫婦。
2025年4月，駱振偉宣佈與太太離婚，結束五年婚姻。

## 演出作品

### 電視劇
| 首播年份 | 劇集                     | 角色             |
| 2016年   | 《三一如三》             | Frankie          |
| 2017年   | 《詭探》                 | 王子俊（梳打）   |
| 2018年   | 《迷失假期》             | 林文星           |
| 2018年   | 《Plan B》               | 毒 聾            |
| 2019年   | 《黑市》                 | 嚴泰臣           |
| 2019年   | 《向西聞記》             | 張洛文           |
| 2019年   | 《娛樂風雲》             | Kingdom          |
| 2019年   | 《理想國》               | 駱俊星           |
| 2019年   | 《Reboot》               | 來福神父         |
| 2020年   | 《熟女強人》             | Jamie            |
| 2020年   | 《暖男爸爸》             | Ted Lui          |
| 2021年   | 《太平紋身店》           | 姜奕元 （子彈）  |
| 2021年   | 《上流Trade星族》        | 黃家男（Martin） |
| 2022年   | 《冥冥之中》             | 丘健威           |
| 2022年   | 《繩角》                 | 袁天就（大師兄） |
| 2023年   | 《和解在後》             | 樂子匡           |
| 2023年   | 《那年盛夏我們綻放如花》 | 周世文           |
| 2024年   | 《飛黃騰達》             | 奚國超（蟹哥）   |
| 2024年   | 《打天下2》              | 文俊樂           |
| 2024年   | 《無人之境》             | 羅家安           |
| 2024年   | 《反起跑線聯盟2》        | 鄭志宏(鄭sir)    |
| 2024年   | 《無用的謊言》           | 趙俊傑           |
| 2025年   | 《老是常出現》           | 任務             |
| 製作中   | 《THE SEASON》           |                  |

### 節目主持

#### ViuTV
- 2024年：《高質旅行包膠》
- 2023年：《全星暑假-夏の競技》
- 2023年：《日本，你真識食？》
- 2022年：《8大龍鳯》
- 2022年：《對不起幫緊你》
- 2022年：《深宵更》
- 2022年：《Chill Club 推介榜年度推介21/22》
- 2022年：《肥美人》
- 2021年：《Chill Club 推介榜年度推介20/21》
- 2021年：《ViuTV 5周年：繼續向前》
- 2021年：《亞洲早晨》
- 2020年：《歌手.門》
- 2020年：《駕到西澳》
- 2020年：《2020 ViuTV 金Bear圍威喂 派奬典禮》
- 2020年：《鼠年行運要點相》
- 2019年：《香港除夕倒數2019》
- 2019年 - 2022年：《Chill Club》
- 2019年：《晚吹-女學生·吹水班》
- 2018年： 《Good Night Show 廣告女皇》
- 2018年：《嚮度遊》
- 2018年：《Good Night Show 全民星戰》
- 2017年 - 2018年： 《飛不甩家毛》
- 2017年：《吹臣》
- 2017年 - 2018年： 《晚吹-男人講嘢》
- 2017年：《SE7EN 2》
- 2016年：《Begin again異鄉再出道》
- 2016年：《活匠當下》
- 2016年：《Barter Game 價值連城》
- 2016年：《SE7EN》
- 2016年： 《粵詞越愛》
- 2016年：《學嘢》
- 2016年：《活匠當下》

#### Now 101台
- (2015- )《Apostrophe》（與柳俊江、黃心美、朱汶欣、劉希信、梁文禮及麻利主持，星期四22:30-23:00）。
- (2011- )《Lifetival》（星期日21:00至21:30）
- (2011- )《now週記》
- (2011)《撳錢》（星期一至三22:30至23:00）
- (2013)《天地和食》（星期日19:30至20:00）

#### Now香港台
- (2010-2011) 《Lifetival》（星期六 20:00至20:30）

#### Teen Power
- (2010)《心理星座有個謎》
- (2009-2010)《9口長得出聲架 ！》
- (2008-2010)《潮聖》
- (2006)《Music All Nite》
- (2005-2006)《大堆頭》

### 電視節目

#### 香港電台電視部
- 《香港檔案X》
- 《解封香港檔案‧X》
- 《毒海浮生》
- 《海關故事》
- 《傑出部門群英會2009》
- 《潮爆香港》
- 《一念之間》﹣娃娃媽媽
- 《火速救兵》﹣勇士首部曲
- 《反斗英語》﹣狗狗物語 (2011年第7集)
- 《小學校際通識大賽2015》

### 電影
| 上映年份 | 電影               | 角色                            |
| 2025年   | 《他年她日》       |                                 |
| 2024年   | 《破·地獄》        | 林永安 (救護員)                 |
| 2022年   | 《逃獄兄弟3》      | 何志威 （懲教主任）             |
| 2022年   | 《逃獄兄弟2》      | 何志威 （鄧瀚宗下屬，懲教主任） |
| 2020年   | 《幻愛》           | Rex                             |
| 2018年   | 《逆流大叔》       | 白毛（龍舟隊隊友）              |
| 2011年   | 《出軌的女人》     |                                 |
| 2010年   | 《囡囡》           | 警察                            |
| 2010年   | 《鎗王之王》       |                                 |
| 2009年   | 《很想和你在一起》 | 同學                            |

### 舞台劇
- 《我愛萬人迷》
- 《火星人（舞台復活版）》

### MV
- 蔡卓妍 - 幸福空氣
- 鍾舒漫 - 80之後
- 衛詩  - 想改寫的事
- 李克勤  - 弦續

## 音樂作品

### 單曲
- Mr. X （主唱，《香港檔案X》主題曲）
- 難得有情人（與沈殷怡合唱，翻唱關淑怡作品）
- 成熟·不了（主唱）

### 派台歌曲成績
| 派台歌曲成績（四台） | 派台歌曲成績（四台） | 派台歌曲成績（四台） | 派台歌曲成績（四台） | 派台歌曲成績（四台） | 派台歌曲成績（四台） | 派台歌曲成績（四台） | 派台歌曲成績（四台） |      |
| -------------------- | -------------------- | -------------------- | -------------------- | -------------------- | -------------------- | -------------------- | -------------------- | ---- |
| 唱片                 | 歌曲                 | 903                  | RTHK                 | 997                  | TVB                  | 備註                 | 備註                 |      |
| 2009年               |                      |                      |                      |                      |                      |                      |                      |      |
|                      | Mr. X                | ×                    | 6                    | ×                    | ×                    |                      |                      |      |
| 派台歌曲成績（五台） |                      |                      |                      |                      |                      |                      |                      |      |
| 唱片                 | 歌曲                 | 903                  | RTHK                 | 997                  | TVB                  | ViuTV                | 備註                 | 備註 |
| 2020年               |                      |                      |                      |                      |                      |                      |                      |      |
|                      | 成熟．不了           | -                    | 3                    | -                    | ×                    | 1                    | 首支冠軍歌           |      |

| 各台冠軍歌總數 | 各台冠軍歌總數 | 各台冠軍歌總數 | 各台冠軍歌總數 | 各台冠軍歌總數 | 各台冠軍歌總數    | 各台冠軍歌總數    | 各台冠軍歌總數    |
| -------------- | -------------- | -------------- | -------------- | -------------- | ----------------- | ----------------- | ----------------- |
| 四台a          | 903            | RTHK           | 997            | TVB            | 備註              | 備註              | 備註              |
| 四台a          | 0              | 0              | 0              | 0              | 四台冠軍歌總數：0 | 四台冠軍歌總數：0 | 四台冠軍歌總數：0 |
| 五台b          | 903            | RTHK           | 997            | TVB            | ViuTV             | 備註              |                   |
| 五台b          | 0              | 0              | 0              | 0              | 1                 | 四台冠軍歌總數：0 |                   |

- （*）上榜中
- （-）未能上榜
- （×）沒有派往該台
- （(1)）兩週冠軍
- ^  注解a：包括2020年後的冠軍歌曲
- ^  注解b：2020年起

## 獎項
- 第四十三屆十大中文金曲：十大中文金曲新人 銀獎(2021)
- 英皇新秀歌唱大賽2007：金咪大獎(2007)
- Teen Power Freshmen 選拔賽：冠軍（男）(2004)

## 外部連結
- 駱振偉的Facebook專頁
- 駱振偉的Instagram帳戶
- 駱振偉在香港影庫上的簡介
- 英皇新秀歌唱大賽2007
- 《火星人（舞台復活版）》報導
- 超豪杜拜 駱振偉與天比高 （页面存档备份，存于）